# Мечебилівська сільська рада
Мечеби́лівська сільська́ ра́да — адміністративно-територіальна одиниця та орган місцевого самоврядування в Барвінківському районі Харківської області. Адміністративний центр — село Мечебилове.

## Загальні відомості
- Мечебилівська сільська рада утворена в 1927 році.
- Територія ради: 89,75 км²
- Населення ради: 1 110 осіб (станом на 2001 рік)
- Територією ради протікають канал Дніпро — Донбас, річка Берека.

## Населені пункти
Сільській раді підпорядковані населені пункти:
- с. Мечебилове
- с. Стара Семенівка
- с. Українка
- с. Федорівка

## Склад ради
Рада складалася з 16 депутатів та голови.
- Голова ради: Хавільова Валентина Михайлівна
- Секретар ради: Йовбак Світлана Олександрівна

### Керівний склад попередніх скликань
| Прізвище, ім'я, по батькові    | Основні відомості                                                 | Дата обрання | Дата звільнення |
| ------------------------------ | ----------------------------------------------------------------- | ------------ | --------------- |
| Нестеренко Зоя Олексіївна      | Сільський голова, 1957 року народження                            | 26.03.2006   | 31.10.2010      |
| Хавільова Валентина Михайлівна | Сільський голова, 1972 року народження, освіта вища, позапартійна | 31.10.2010   |                 |

Примітка: таблиця складена за даними сайту Верховної Ради України

### Депутати
За результатами місцевих виборів 2010 року депутатами ради стали:

#### За суб'єктами висування
| Суб'єкт висування | Кількість обраних депутатів | %    |
| ----------------- | --------------------------- | ---- |
| Партія регіонів   | 10                          | 62,5 |
| Народна партія    | 6                           | 37,5 |

#### За округами
| № округу        | Прізвище, ім'я, по батькові    | Дата визнання обраним | Освіта  | Партійна приналежність | Відомості про обраного депутата                    |
| --------------- | ------------------------------ | --------------------- | ------- | ---------------------- | -------------------------------------------------- |
| Народна Партія  |                                |                       |         |                        |                                                    |
| 1               | Гармаш Світлана Маноліївна     | 02.11.2010            | вища    | позапартійна           | Мечебилівська загальноосвітня школа, вчитель       |
| 3               | Хавільов Сергій Олександрович  | 02.11.2010            | середня | позапартійний          | Мечебилівська АСМ, фельдшер                        |
| 8               | Йовбак Світлана Олександрівна  | 02.11.2010            | середня | член Народної партії   | Мечебилівська сільська рада, секретар              |
| 10              | Пугасій Олена Миколаївна       | 02.11.2010            | середня | позапартійна           | Мечебилівська АСМ, медична сестра                  |
| 12              | Козлюк Євгенія Василівна       | 02.11.2010            | середня | член Народної партії   | ТОВ АФ «Лан», касир                                |
| 13              | Данильчук Ігор Миколайович     | 02.11.2010            | середня | член Народної партії   | ТОВ АФ «Лан», інженер                              |
| Партія регіонів |                                |                       |         |                        |                                                    |
| 2               | Човган Зінаїда Олександрівна   | 02.11.2010            | вища    | член Партії регіонів   | Мечебилівська сільська рада, головний бухгалтер    |
| 4               | Остріжня Наталія Миколаївна    | 02.11.2010            | вища    | позапартійна           | Мечебилівський ДНЗ, вихователь                     |
| 5               | Семихатка Андрій Миколайович   | 02.11.2010            | вища    | позапартійний          | приватний підприємець                              |
| 6               | Слєпцова Зінаїда Володимирівна | 02.11.2010            | середня | позапартійна           | Мечебилівське відділення зв'язку, поштарка         |
| 7               | Остріжня Ганна Василівна       | 02.11.2010            | середня | член Партії регіонів   | приватний підприємець                              |
| 9               | Гома Микола Петрович           | 02.11.2010            | середня | член Партії регіонів   | приватний підприємець                              |
| 11              | Гома Світлана Василівна        | 02.11.2010            | вища    | член Партії регіонів   | ТОВ АФ «Лан», економіст                            |
| 14              | Панченко Геннадій Іванович     | 02.11.2010            | середня | член Партії регіонів   | приватний підприємець                              |
| 15              | Остріжня Світлана Іванівна     | 02.11.2010            | середня | член Партії регіонів   | Старо-Семенівська сільська бібліотека, бібліотекар |
| 16              | Кобченко Євген Олександрович   | 02.11.2010            | вища    | позапартійний          | ТОВ «Нова Орбіта» м. Харків, комірник              |